# 曹秀美
曹秀美（：／，1962年11月22日—），韓國女高音聲樂家。曾获得格莱美音乐奖，知名於第一位在世界五大歌劇院表演的東方人。
2014年9月19日晚，曹秀美演唱了第17届亚运会主题曲《亚细亚之歌》。

## 流行文化
- 金德永、孫世演《一生一定要認識的女性領袖50人》第42章，台灣：漢湘文化，2015年2月

## 外部連結
- Sumi Jo Official website（页面存档备份，存于）
- Sumi Jo's page in English（页面存档备份，存于）